# پارک تفریحی سنترویل
پارک تفریحی سنترویل (انگلیسی: Centreville Amusement Park) یک پارک تفریحی یا شهربازی برای کودکان واقع در جزیره مرکزی، بخشی از جزایر تورنتو، فراساحل تورنتو، انتاریو، کانادا است.
بلیط و پاس را می توان از درب ورودی یا به صورت آنلاین خریداری کرد.شاخه یادگیری و تعامل دیجیتالی موزه، تجربیات چند رسانه ای را تولید خواهد کرد.